# Boris Bališ
Boris Bališ (* 23. listopadu 1993) je slovenský fotbalový záložník, hráč klubu FC Spartak Trnava od února 2017 na hostování v FK Senica.
Jeho otcem je bývalý fotbalista Igor Bališ, jeho starším bratrem fotbalista Denis Bališ.

## Klubová kariéra
Bališ debutoval v profesionálním fotbale v dresu FC Spartak Trnava (s číslem 7) 30. 10. 2014 proti ŠK Slovan Bratislava (výhra 4:0), na hrací plochu se dostal na posledních 10 minut střetnutí.
Koncem března 2015 odešel na půlroční hostování do MFK Zemplín Michalovce.